# BMX-Rennsport-Europameisterschaften 2018
Die BMX-Rennsport-Europameisterschaften 2018 wurden in zwei getrennten Veranstaltungen ausgetragen. Die Wettkämpfe der Elite waren Teil der European Championships 2018 in Glasgow und fanden am 10. und 11. August auf dem Glasgow BMX Centre im Knightswood Park statt. Zuvor hatte es vom 13. bis 15. Juli die Wettkämpfe der Junioren im französischen Sarrians gegeben.

## Ergebnisse

### Männer
| Disziplin | Gold        | Silber       | Bronze         |
| --------- | ----------- | ------------ | -------------- |
| Elite     | Kyle Evans  | Kye Whyte    | Sylvain André  |
| Junioren  | Léo Garoyan | Dylan Gobert | Hugo Marszalek |

### Frauen
| Disziplin   | Gold           | Silber             | Bronze               |
| ----------- | -------------- | ------------------ | -------------------- |
| Elite       | Laura Smulders | Simone Christensen | Jaroslawa Bondarenko |
| Juniorinnen | Indy Scheepers | Eliška Bartuňková  | Charlotte Morot      |

## Medaillenspiegel
| Platz  | Land           | Gold | Silber | Bronze | Gesamt |
| ------ | -------------- | ---- | ------ | ------ | ------ |
| 1      | Niederlande    | 2    | –      | –      | 2      |
| 2      | Frankreich     | 1    | 1      | 3      | 5      |
| 3      | Großbritannien | 1    | 1      | –      | 2      |
| 4      | Tschechien     | –    | 1      | –      | 1      |
| 4      | Dänemark       | –    | 1      | –      | 1      |
| 6      | Russland       | –    | –      | 1      | 1      |
| Gesamt | Gesamt         | 4    | 4      | 4      | 12     |